# Castello dei conti di Mouscron
Il castello dei conti di Mouscron è una rocca risalente al XV secolo situata nel cuore di Mouscron, città della provincia dell'Hainaut, Vallonia, Belgio. Il castello è stato classificato come importante sito per il patrimonio culturale della Vallonia prima nel 1945 e poi nel 1973.

## Storia
Unico esempio di architettura monumentale antecedente al XIX secolo presso la città belga di Mouscron, e che diede alloggio anche all'imperatore romano Carlo V, il castello fu gravemente danneggiato in seguito alle razzie religiose perpetrate in tre mesi di occupazione da dei luterani ed alle guerre di conquista del monarca francese Luigi XIV nel XVII secolo.
Alla fine del XVIII secolo la famiglia di Ennetières si impegnò in grandi opere sul sito, come il riempimento dei fossati e la restaurazione della facciata in stile Luigi XIV.
Nel 1898 la tenuta fu venduta ad un produttore francese e fu affittata fino al 1961 da parte di agricoltori.